# Zaviranje letala
Obstaja več različnih načinov zaviranja letala:
- Zračna zavora deluje tako, da poveča zračni upor letala, zračna zavora ne vpliva bistveno na razmerje vzgon/upor. Po navadi je nameščena na zgornjem delu krila, lahko pa tudi nad trupom npr. Su-27
- Spojler za razliko od zračne zavore, bistveno zmanjša razmerje vzgon/upor - zato se uporablja tudi termin "Lift Dumper" - "Podiralec vzgona", spojler tudi poveča zračni upor

Obstajajo tudi načini, ki se sicer redko uporabljajo v praksi npr.:
- Deceleron (split ailerons) - je v bistvu izvedba zračne zavore, krilca so dvodelna in se odprejo vsaka v svojo smer. Uporabljajo se npr. na letečem krilu Northrop B-2
- Spojleron - kombinacija spojlerja in krilc
- Zaviralno padalo - nekatera letala imajo možnost uporabe zaviralnega padala v letu, sicer se zaviralno padalo po navadi uporablja za ustavljanje po pristanku
- Zavora za pikiranje, ki se je uporablja na strmoglavcih je v bistvu zračna zavora

Lahko se tudi uporablja motor za zaviranje:
- Pri nekaterih vojaških turbopropelerskih letalih se da spremeniti naklon lopatic propelerja v rahlo negativen, s tem se ustvari majhen negativen potisk, kar zelo poveča zračni upor in omogoča "pikiranje"
- Uporaba obračalnika potiska v letu: vojaško transportno letalo obračalnika potiska se lahko z njegovo uporabo spušča okrog 15000 čevljev na minuto (4500 m/min), primerljivo s prostim padom padalca. Potniška letala lahko uporabljajo obračalnik potiska samo za zaustavljanje po pristanku

Piloti jadralnih in športnih letal za zaustavljanje kdaj uporabljajo "glisado" - krilo nagnejo v eno smer, smerno krmilo pa v drugo, tako letalo bočno drsi. Ta način sicer zelo obremeni kontrolne površine.
Ko pilot spusti zakrilca se poveča zračni upor, še posebej pri velikih stopnjah. Vendar zakriklca niso primarno namenjenu zaviranju ampak zmanjšanju hitrosti za lažji pristanek in manjšo pristajalno razdalju, kdaj se manjše stopnje uporabljajo tudi za vzlet. Če bi pilot spustil zakrilca pri veliki hitrosti se lahko poškodujejo. 